# جون دبليو. فريم
جون دبليو. فريم هو سياسي كندي، ولد في 29 نوفمبر 1872 في Larbert ‏ في المملكة المتحدة، وتوفي في 8 ديسمبر 1932 في أثاباسكا ‏ في كندا. نشط حزبياً في إتحاد مزارعي ألبرتا ‏. وقد انتخب عضو الجمعية التشريعية في ألبرتا ‏.